# Jane Horney
"Jane" Ebba Charlotta Horney (Granberg de casada), (8 de julio de 1918 – 20 de enero de 1945) fue una mujer sueca, que se cree espió en Dinamarca para la Alemania nazi, y que fue asesinada por el movimiento de resistencia dinamarqués en un barco de pesca en Øresund, pero nunca se pudo confirmar en forma fehaciente para que nación ella trabajaba. La Gestapo en Dinamarca creía que ella era una agente británica o la Unión Soviética, y luego de la Segunda Guerra Mundial se determinó que ella no había sido agente de la Gestapo. De manera similar los oficiales de la Abwehr negaron, al ser interrogados por la Säpo (inteligencia sueca), que ella hubiera sido agente de la Abwehr.

## Antecedentes
Ebba Charlotta Horney nació en Suecia y era hija del ingeniero civil sueco Fredrik Horney. Su madre era una enfermera sueca. Tenía dos hermanas más jóvenes: Johan y Britt-Marie. Horney creció en Suecia, y a partir de los 14 años se educó en Londres en una escuela privada para señoritas. En 1934 adopta el nombre de Jane, siendo conocida como Jane Horney. En 1937-38, viaja a Groenlandia, y luego vende un relato de sus experiencias a los periódicos de Estocolmo, donde luego trabaja como secretaria y periodista. Contrae matrimonio con el periodista sueco Herje Granberg, quien trabajaba en el periódico Aftonbladet, en la diócesis de Bromma en diciembre de 1939.

## Agente
En el otoño de 1941, su esposo pasa a ser el corresponsal de su periódico en Berlín, y ella se muda junto con él. La pareja se divorcia en 1943, y ella regresa a Dinamarca, donde es empleada en el Skandinavisk Telegrambureau (una agencia de noticias dinamarquesa) en Copenhague. Luego regresa a Suecia. Durante su estadía en Berlín, Horney se había hecho de la relación de diplomáticos y periodistas. Esto hizo que los oficiales de inteligencia se interesaran por ella. El alemán Horst Gilbert (n. 1889) había sido oficial del ejército alemán durante la Primera Guerra Mundial; posteriormente viaja a la Unión Soviética donde participa en la conformación del Ejército Rojo. Establece una amistad con Alexandra Kollontai. En 1934 Gilbert se vio envuelto en el Ernst Röhm-affair, como también en el intento de golpe de Estado de Kurt von Schleicher contra Adolfo Hitler. Posteriormente él fue encarcelado, pero en 1936 es transferido a Dinamarca como oficial de inteligencia. Se le consideraba parte de las huestes del Almirante Wilhelm Canaris. Al igual que el Almirante, se supone que participó en el atentado del 20 de julio de 1944 en 1944. El 14 de octubre de 1944 Gilbert fue atacado a balazos en su oficina en el centro de Copenhague por un grupo de la resistencia dinamarquesa liderado por la ex-monja Ella von Cappeln. Falleciendo de las heridas un mes después.
Se creía que Gilbert era un agente soviético, debido a que en enero de 1944 utilizando a Horney como correo, llevó a cabo un encuentro con su viejo conocido Kollontai en Estocolmo. Ese mismo invierno Horney había conocido al Regierungsrat Ernst Züchner en la casa de Gilbert. Los dos hombres habían analizado la posibilidad de acordar un tratado de paz entre Alemania y la Unión Soviética. Según Züchner, Gilbert actuaba por cuenta del Almirante Canaris.
En Suecia Horney tenía contactos con personal de la inteligencia aliada como por ejemplo Ronald Turnbull jefe de la dirección de Operaciones Ejecutivas Especiales encargada de los casos en Dinamarca. Ella también colaboraba con Martin Lundqvist y Otto Danielsson miembros de la inteligencia sueca. Danielsson consideró utilizarla para ciertas operaciones ya que ella "no tenía escrúpulos morales" en cuanto a conectarse con agentes pretendiendo estar enamorada de ellos. Al ser interrogada, Horney informó a la Säpo que había ayudado a Gilbert en contactarse con Kollontai al contactar a Alexander Pavlov corresponsal de TASS en Estocolmo; Pavlov era un agente de la NKVD. Ella también informó al comunista sueco Per Meurling sobre los transportes de tropas alemanas a lo largo de la costa este de Suecia.
Según Jan Bergmans autor del libro "Sekreterarklubben" Horney en realidad trabajaba para la oficina de inteligencia militar C- byrån. Existía una competencia intensa entre esta oficina y la policía secreta sueca, en gran parte debido a las fuertes tendencias pro alemanas y pronazis dentro de la policía secreta. Según Bergman en forma deliberada la policía secreta le dio a la resistencia dinamarquesa una versión muy negativa y fuertemente sesgada de Horney y sus actividades.
En Estocolmo Horney estaba en contacto con Heinz Thorner, quien en agosto de 1944 estaba en tratativas para ayudar a que la revista norteamericana Life publicara fotografías de las víctimas alemanas de los bombardeos aliados. Si bien las tratativas no fueron exitosas, Horney recogió las fotografías en el departamento de Rindögatan 42. En ese mismo edificio se reunió con miembros de la resistencia alemana, y aquí fue asesinado el noruego Kai Holst fue asesinado en junio de 1945.

## Asesinato
En el verano de 1944, "Flame" le informó a otro miembro de la resistencia dinamarquesa llamado Frode Jakobsen, que le habían ordenado asesinar a una mujer sueca llamada Jane Horney Granberg, y le preguntó a Jakobsen que pensaba al respecto. "Flame" no sobrevivió a la guerra, pero según Jakobsen le dijo que nunca la había oído nombrar, por lo que no tenía una opinión al respecto. "Flame" intentó en vano asesinar a Horney cuando visitó Copenhague en julio, y en agosto partió hacia Estocolmo, con la esperanza de poder llevar a cabo su misión allí. Según Jakobsen el asesinato fue ordenado por los ingleses, a través del SOE, pero en Suecia "Flame" explicó que la orden vino de Dinamarca. La jefatura del SOE en Estocolmo se interpuso evitando la orden se llevara a cabo, y una semana después "Flame" regresó a Dinamarca.
El 14 de agosto de 1944 el panfleto ilegal Information publicó una advertencia sobre Jane Horney, indicando que ella era una espía e informante, y describiendo su entorno social. Jane fue arrestada por la policía sueca el 19 de septiembre, pero fue puesta en libertad luego de un extenso interrogatorio. En una fiesta después de Navidad, los miembros de la resistencia dinamarquesa Sven Aage Geisler y Asbjørn Lyhne conocen a Horney, quien se siente atraída por la personalidad de Geisler. En compañía de ella las siguientes semanas, Geisler y Lyhne gastaron una importante cantidad de dinero de la inteligencia en la alocada vida nocturna de Estocolmo. Los dinamarqueses no podían ejecutar a ciudadanos suecos en territorio sueco. En cambio planearon ganarse su confianza, y convencerla de regresar a Dinamarca para aclarar las acusaciones que pesaban sobre ella de espionaje. El 17 de enero de 1945 ella tomó el tren nocturno a Malmö, acompañada por Geisler, Lyhne y su amiga Bodil Frederiksen (una mujer miembro de la resistencia dinamarquesa que estaba regresando a casa). En Malmö los cuatro pasaron la noche en el Grand hotel, donde el asesino de Horney ya estaba alojado. Aquí esperaron por un transporte ilegal para atravesar Øresund. Un botones del hotel le dijo a la policía después que a juzgar por su comportamiento, pensó que Horney y Geisler estaban comprometidos. Cuando Horney se entera de que Geisler y Lyhne no viajarían con ella a Dinamarca, ella insistió en invitarlos a una cena de despedida en el hotel, hoy denominado Savoy, en la tarde del 19 de enero. Luego de la cena a la 10 de la noche Horney y Frederiksen partieron en taxi hacia Höganäs en las afueras de Helsingborg. Poco después de medianoche zarparon a bordo del barco pesquero Tärnan .
Temprano por la mañana del 20 de enero Jane Horney fue asesinada a balazos, su cuerpo fue atado con cadenas y arrojado al mar. Se sostuvo que el asesinato se realizó en territorio sueco, en Larød al norte de Helsingborg, mientras que las autoridades dinamarquesas sostienen que tuvo lugar en territorio dinamarqués. Entre los presentes solo estaban el capitán Tärnan y el estudiante "Jens", posteriormente identificado como Hjalmar Ravnbo, quien le disparó.